# 日下貝塚
日下貝塚（くさかかいづか）、または日下遺跡（くさかいせき）は、大阪府東大阪市日下町内に所在する縄文時代から古墳時代にかけての複合遺跡。遺跡範囲全域の名称は「日下遺跡」だが、縄文時代の貝塚を中心とする範囲が「日下貝塚」の名称で1972年（昭和47年）7月26日に国の史跡に指定されている。

## 立地
生駒山地西麓の、日下川右岸の標高23.8メートルの扇状地末端部に立地し、現在の東大阪市日下町2-3-6-7丁目の範囲が埋蔵文化財包蔵地「日下遺跡」として周知されている。縄文時代前期にあたる約6000年-5000年前には、当遺跡は海の近くに立地していた。縄文海進により海水が河内平野へ進入し、生駒山麓まで海が迫っていたためで、その内海は河内湾と呼ばれている。
遺跡は大正時代に発見された。1932年（昭和7年）には、当遺跡出土の縄文土器の中に東北地方の縄文時代晩期土器である亀ヶ岡式土器が含まれていることが山内清男により確認され、関西地方における初の発見例となった。
1960年（昭和35年）・1964年（昭和39年）・1966年（昭和41年）には、帝塚山大学の堅田直により発掘調査が実施され、厚さ1メートル以上の貝層が検出されたほか、大量の縄文土器や古墳時代の遺物が出土した。

## 出土考古資料

### 動物遺存体
淡水貝のセタシジミが99パーセントを占める。出土したセタシジミの大きさを測定すると24-30ミリメートルのものがほとんどである。
- 淡水貝:セタシジミ・オオタニシ・イケチョウガイ・ナガタニシ・イシガイ・マツカサガイ・クロダカワニナ・チリメンカワニナ
- 海水性の貝:サザエ・ハマグリ・カキ・アカニシ・カガミガイ・ウチムラサキ・レイシガイ・フトヘナタリ・ハイガイ・イボウミニナ・アワビ・サルボウ系の貝・チリメンカワニナ[注釈 2]
- 陸貝:ナミマイマイ・ヤマタニシ・ツムガタギセル
- 魚類:タイ・フグ・コイ・ニゴイ・フナ・サワラ
- 両生類:ヒキガエル
- 爬虫類:スッポン
- 哺乳類:クジラ・イノシシ・シカ・イヌ・ウサギ・ヒト（人骨）[注釈 3]・ウマ[注釈 4]

### 人工遺物
土製品（土器・土偶）・石器・骨角器

## 検出遺構

### 縄文時代後期
竪穴建物1棟・石囲炉・貝層

### 縄文時代晩期
土壙墓31基・埋設土器（甕棺墓）4基・土坑・ピット

### 年代不詳
イヌの埋葬土壙
　　　　　

## 交通アクセス
近畿日本鉄道奈良線石切駅から徒歩約20分。

## ギャラリー

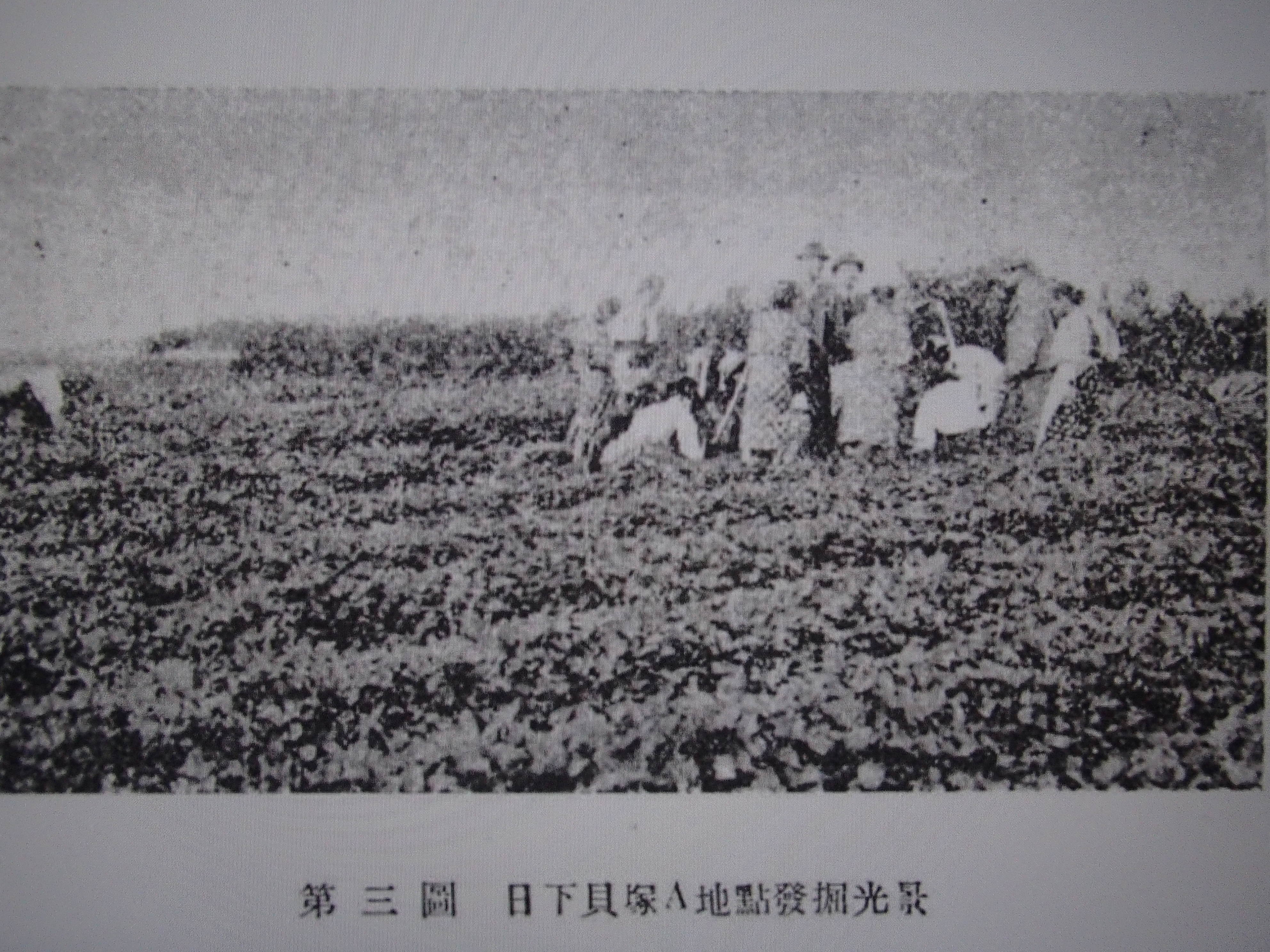
日下貝塚発掘風景
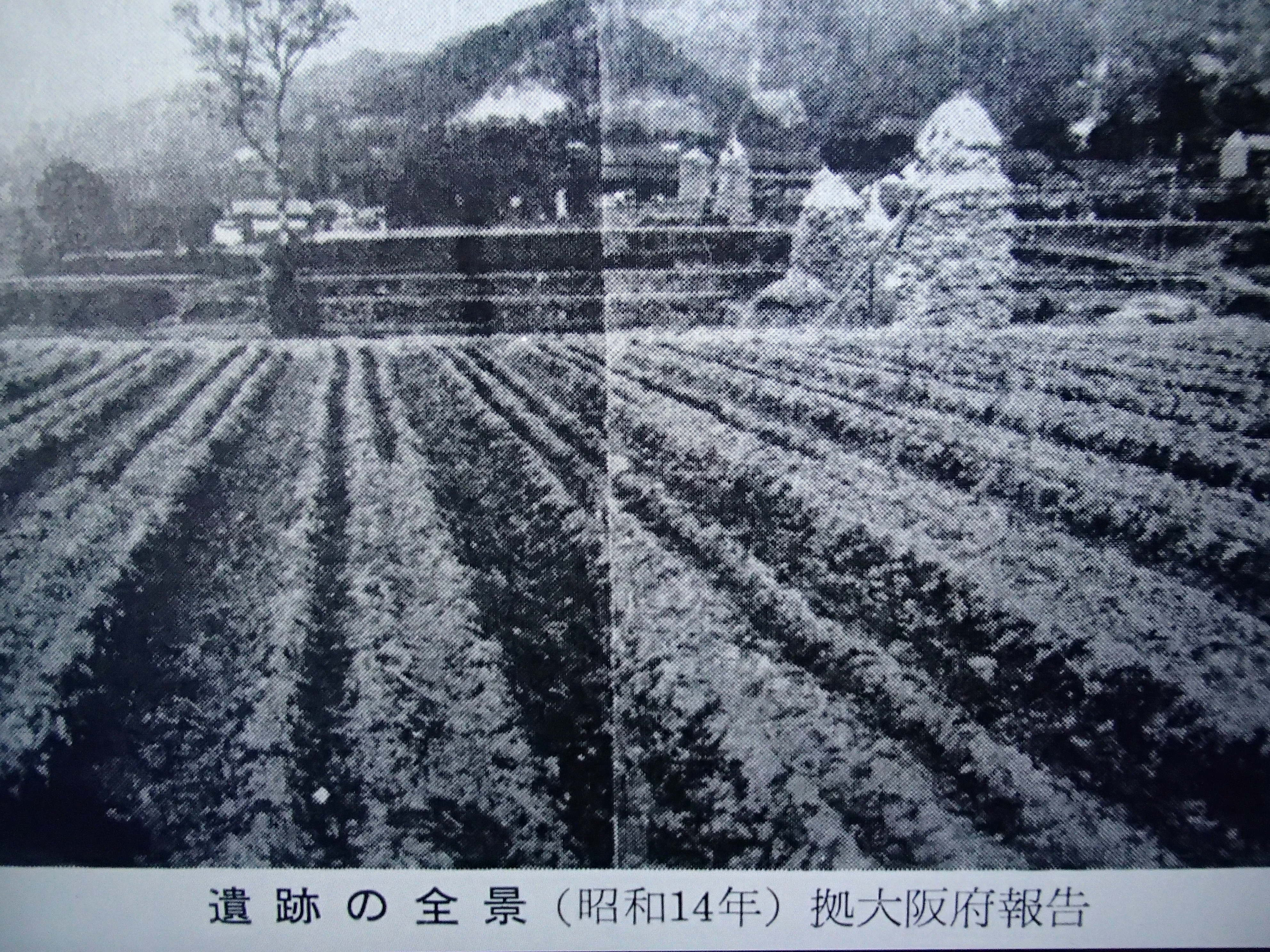
日下貝塚の風景1
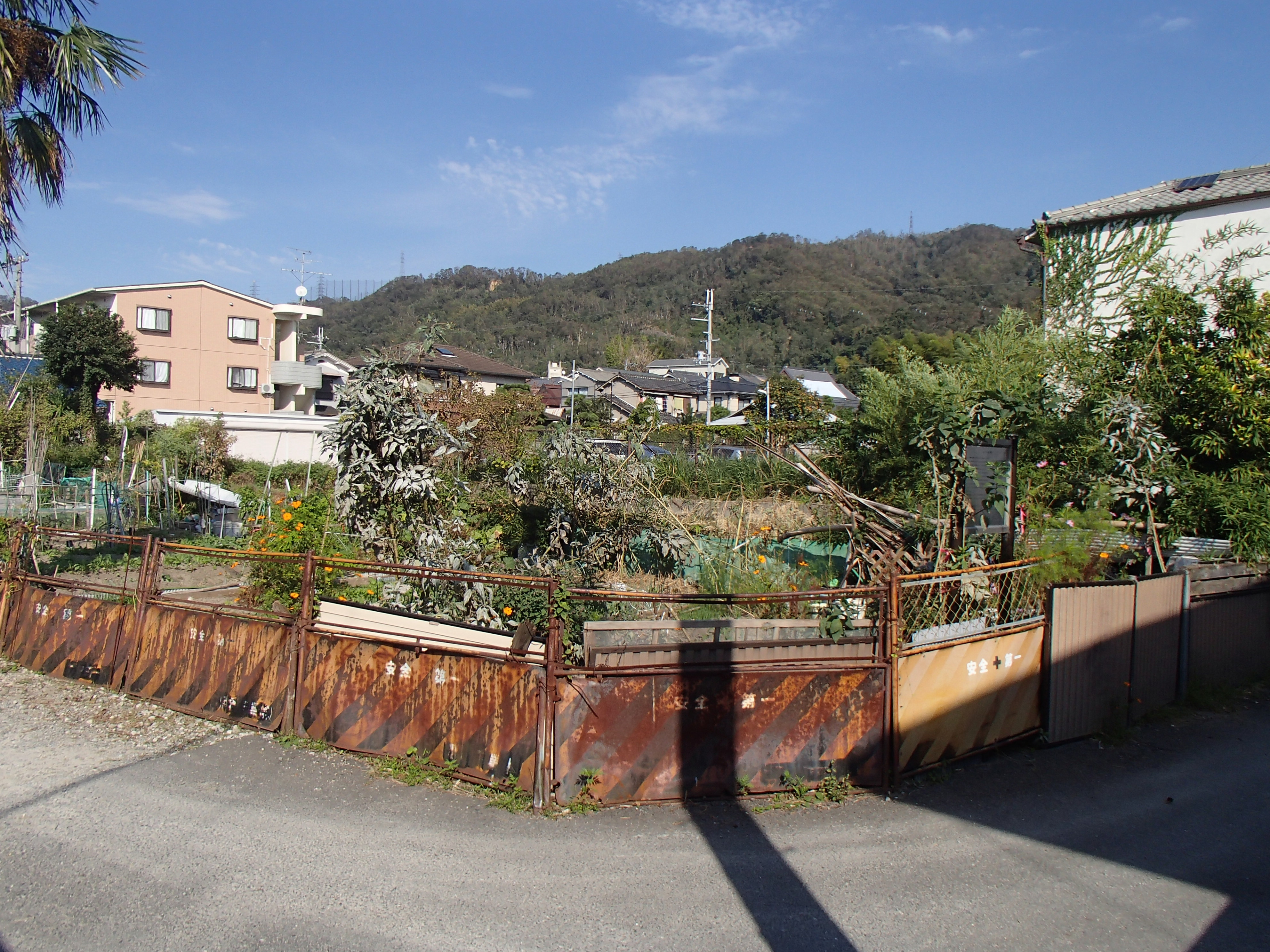
日下貝塚の風景2
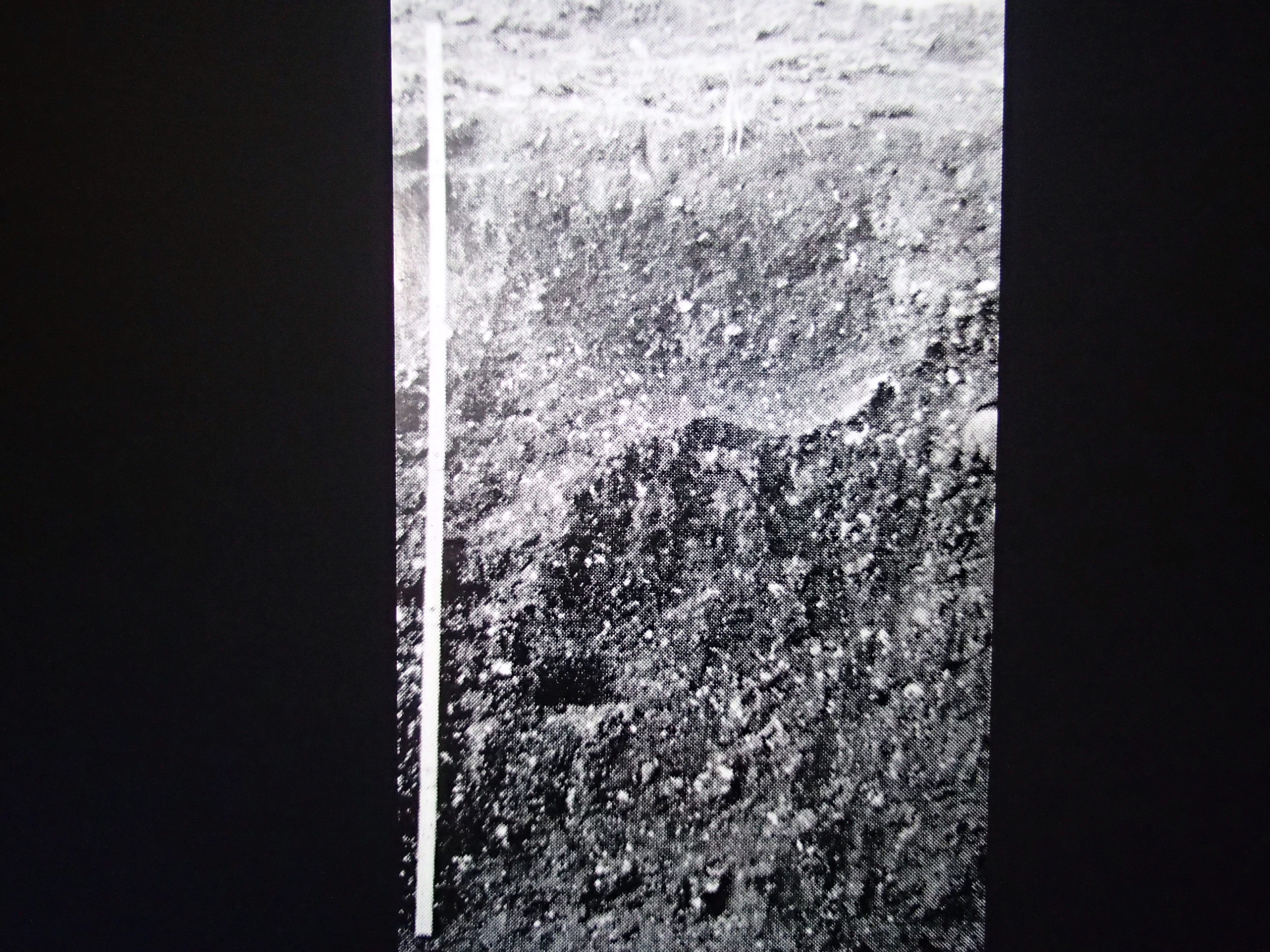
1メートル以上の貝層
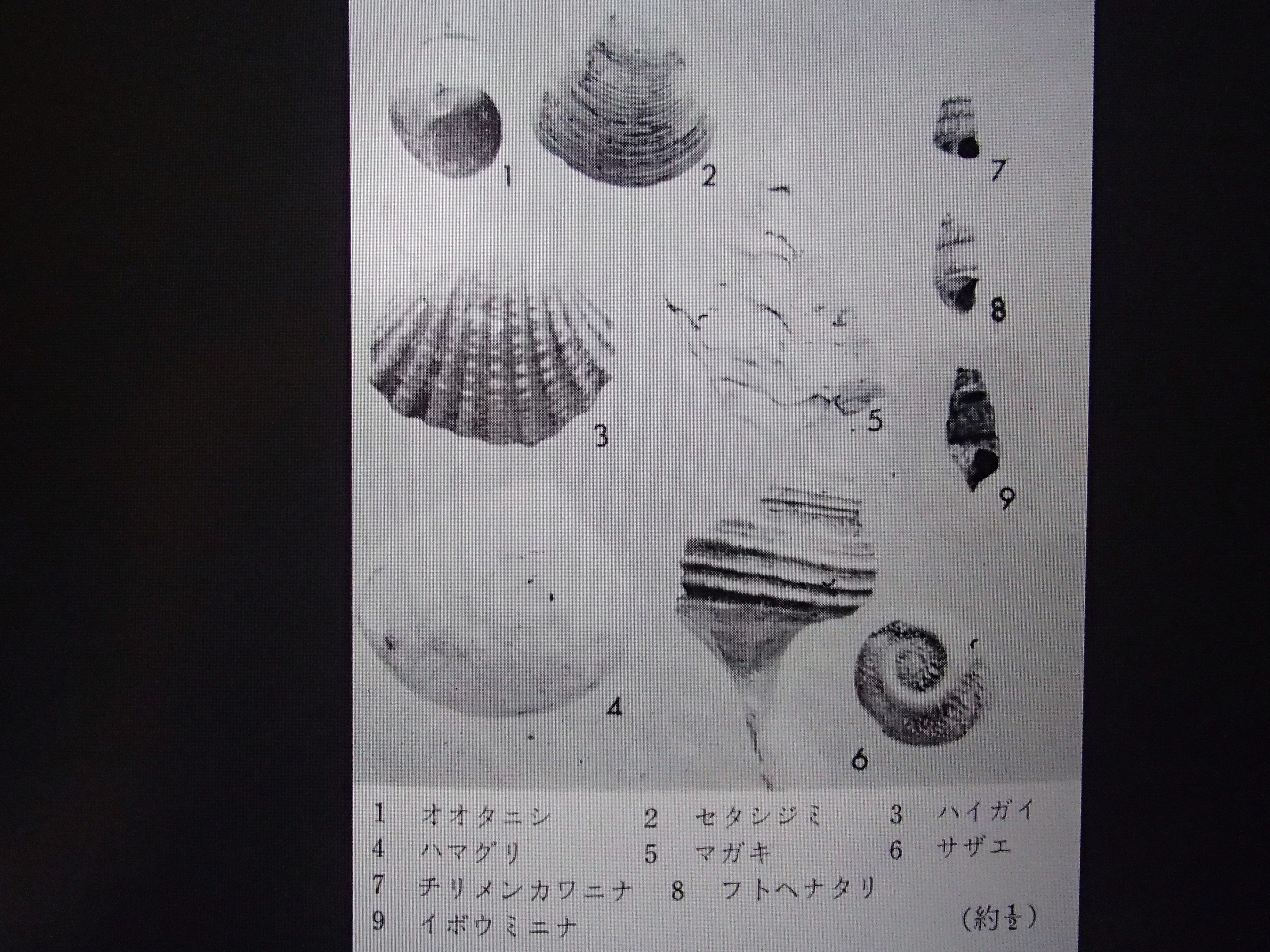
出土貝類1
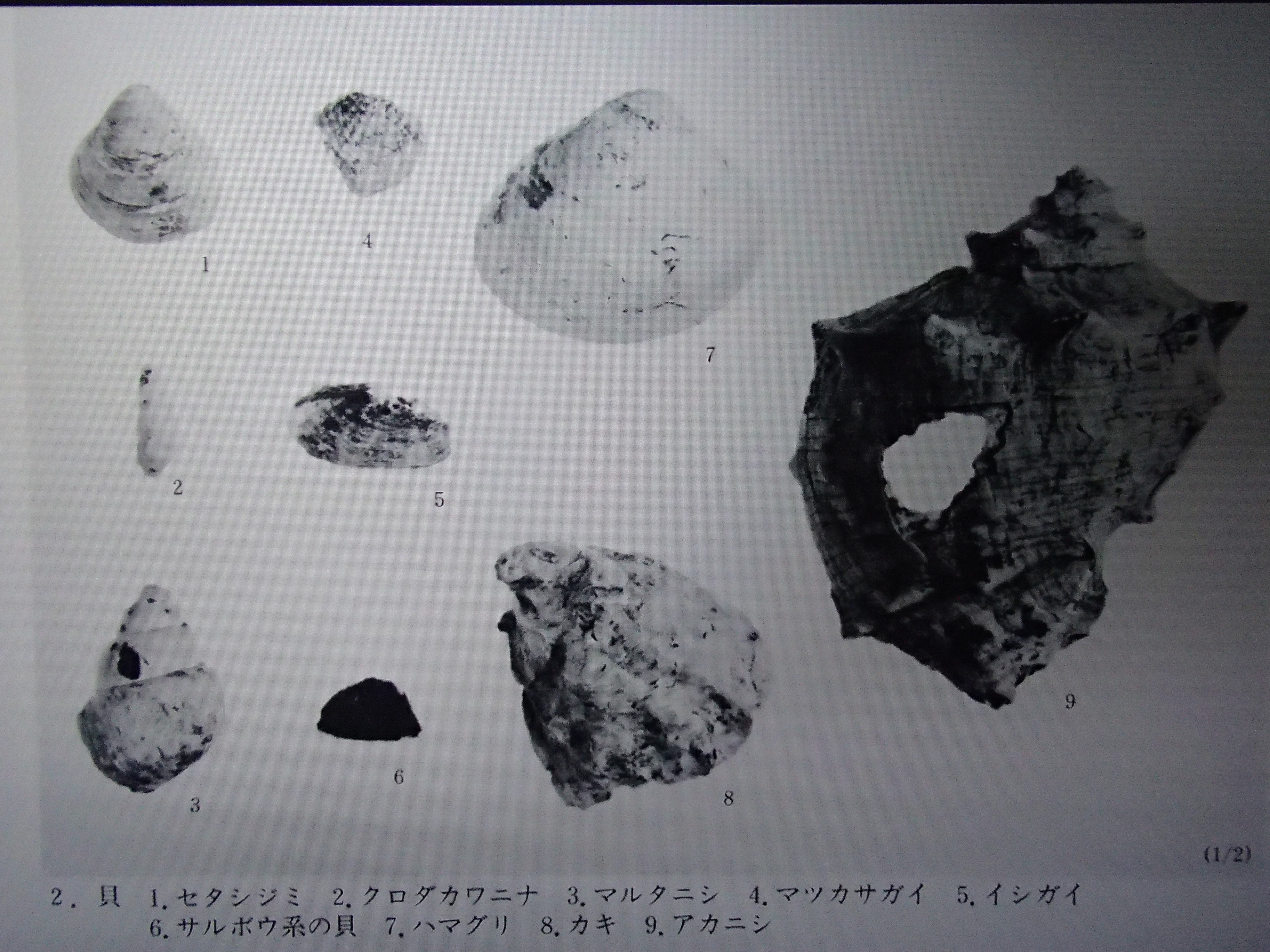
出土貝類2
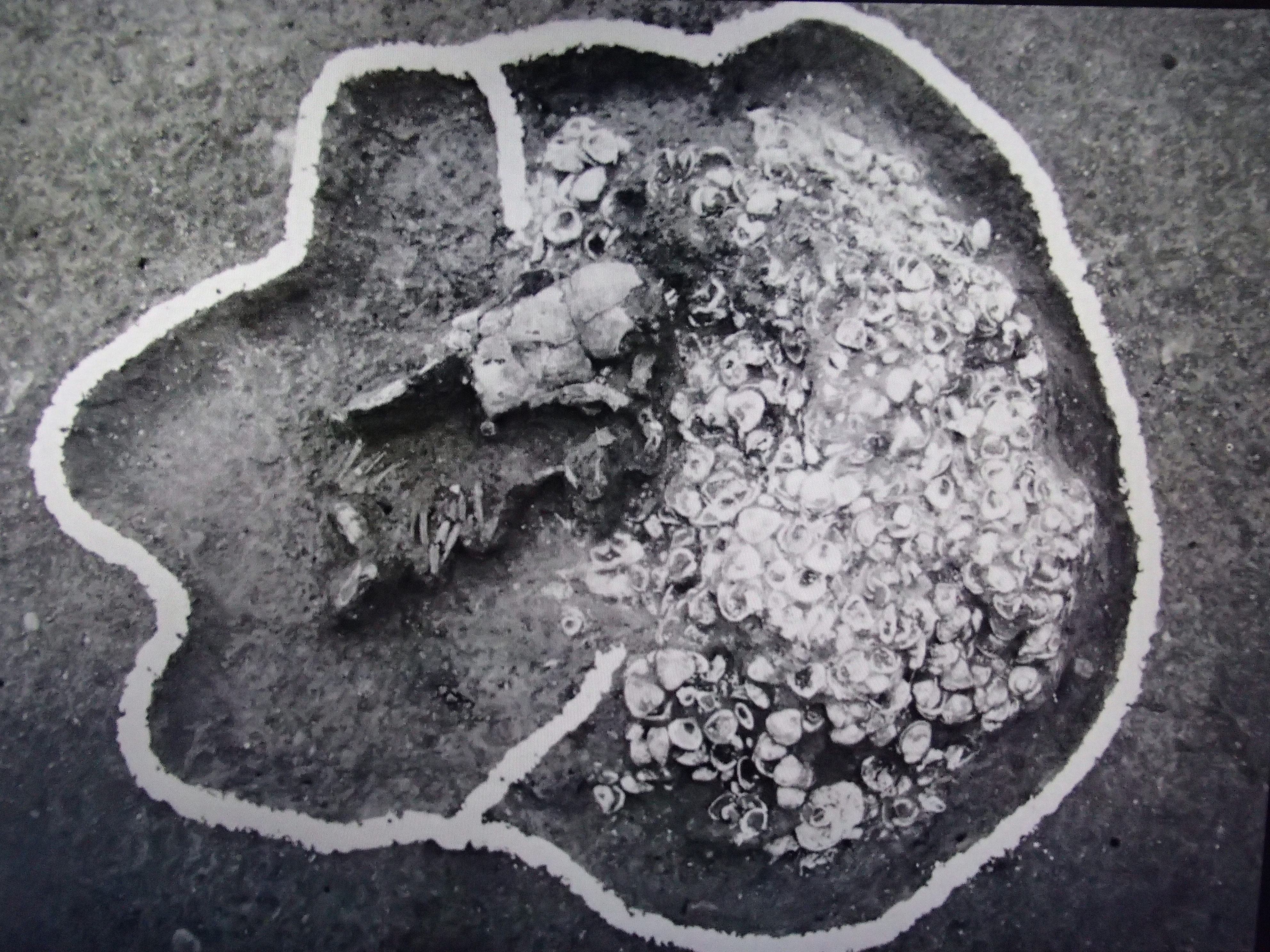
日下貝塚の貝